# Tiếng Ithkuil
Tiếng Ithkuil là ngôn ngữ thử nghiệm có sự giao thoa giữa tiên nghiệm và logic, được tạo bởi John Quijada để thể hiện mức độ nhận thức sâu sắc hơn của con người một cách ngắn gọn nhưng công khai và rõ ràng, đặc biệt là về sự phân loại của con người. Ngôn ngữ này đang cố cắt giảm sự mơ hồ và sự mơ hồ về ngữ nghĩa trong ngôn ngữ tự nhiên của con người. Đặc điểm nổi bật của tiếng Ithkuil là chỗ nó có ngữ pháp phức tạp và kho âm vị rộng rãi, sau này được rút gọn trong một thiết kế mới sắp tới. Tên gọi "Ithkuil" là dạng tiếng Anh hóa của Iţkuîl (n.đ. 'biểu diễn giả thuyết của một ngôn ngữ'). Quijada nói rằng tiếng Ithkuil không phải là ngôn ngữ phụ trợ hoặc được sử dụng trong giao tiếp hằng ngày. Vì vậy, ông muốn ngôn ngữ này là dành cho những lĩnh vực phức tạp và thâm thúy hơn (trong đó có mong đợi về những suy nghĩ như vậy), ví dụ như triết học, nghệ thuật, khoa học và chính trị.